# Megaselia fastigiicola
Megaselia fastigiicola är en tvåvingeart som beskrevs av Rudolf Beyer 1959. Megaselia fastigiicola ingår i släktet Megaselia och familjen puckelflugor. Inga underarter finns listade i Catalogue of Life.